# Oreocereus doelzianus
Oreocereus doelzianus är en kaktusväxtart som först beskrevs av Curt Backeberg, och fick sitt nu gällande namn av John Borg. Oreocereus doelzianus ingår i släktet Oreocereus och familjen kaktusväxter.

## Underarter
Arten delas in i följande underarter:
- O. d. calvus
- O. d. doelzianus
- O. d. sericatus

## Bildgalleri

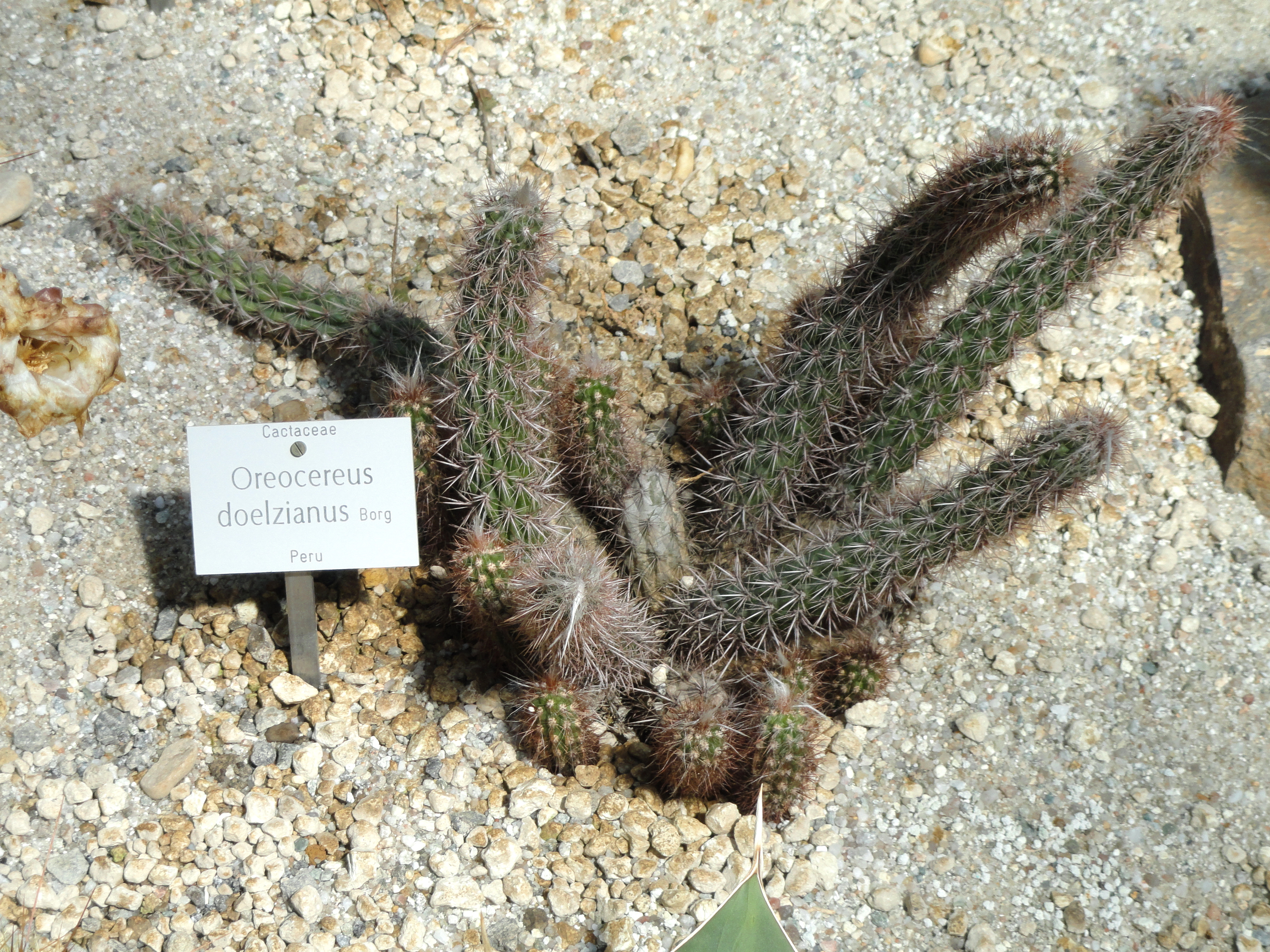
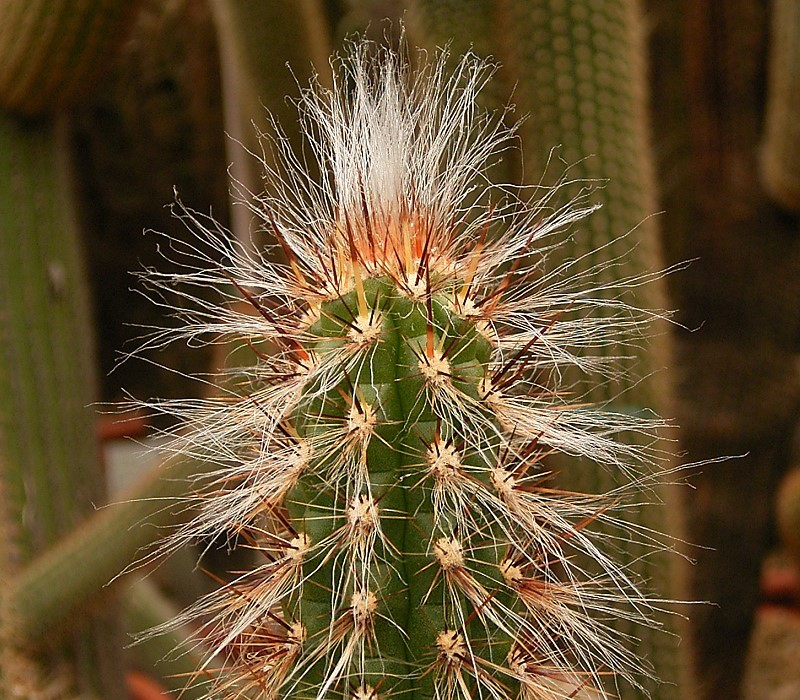
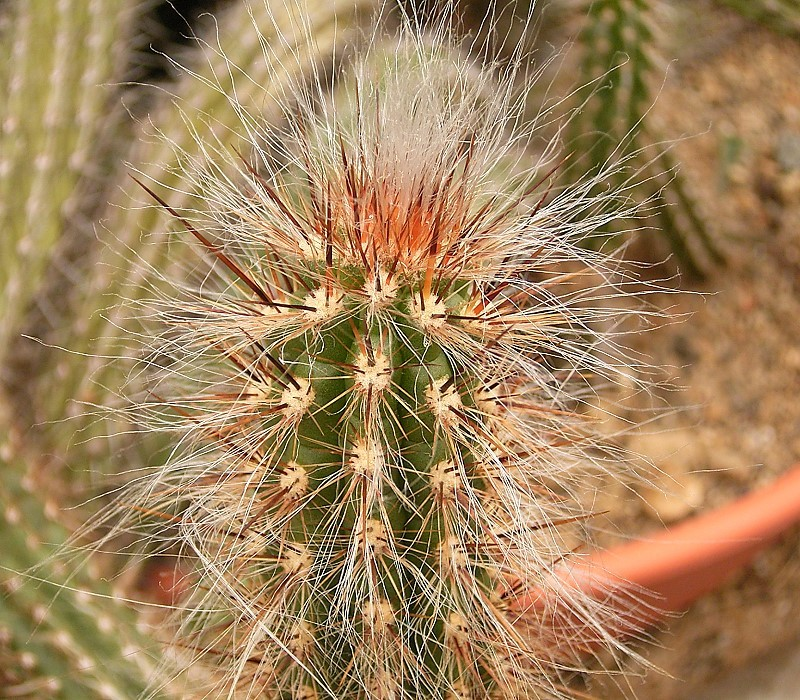
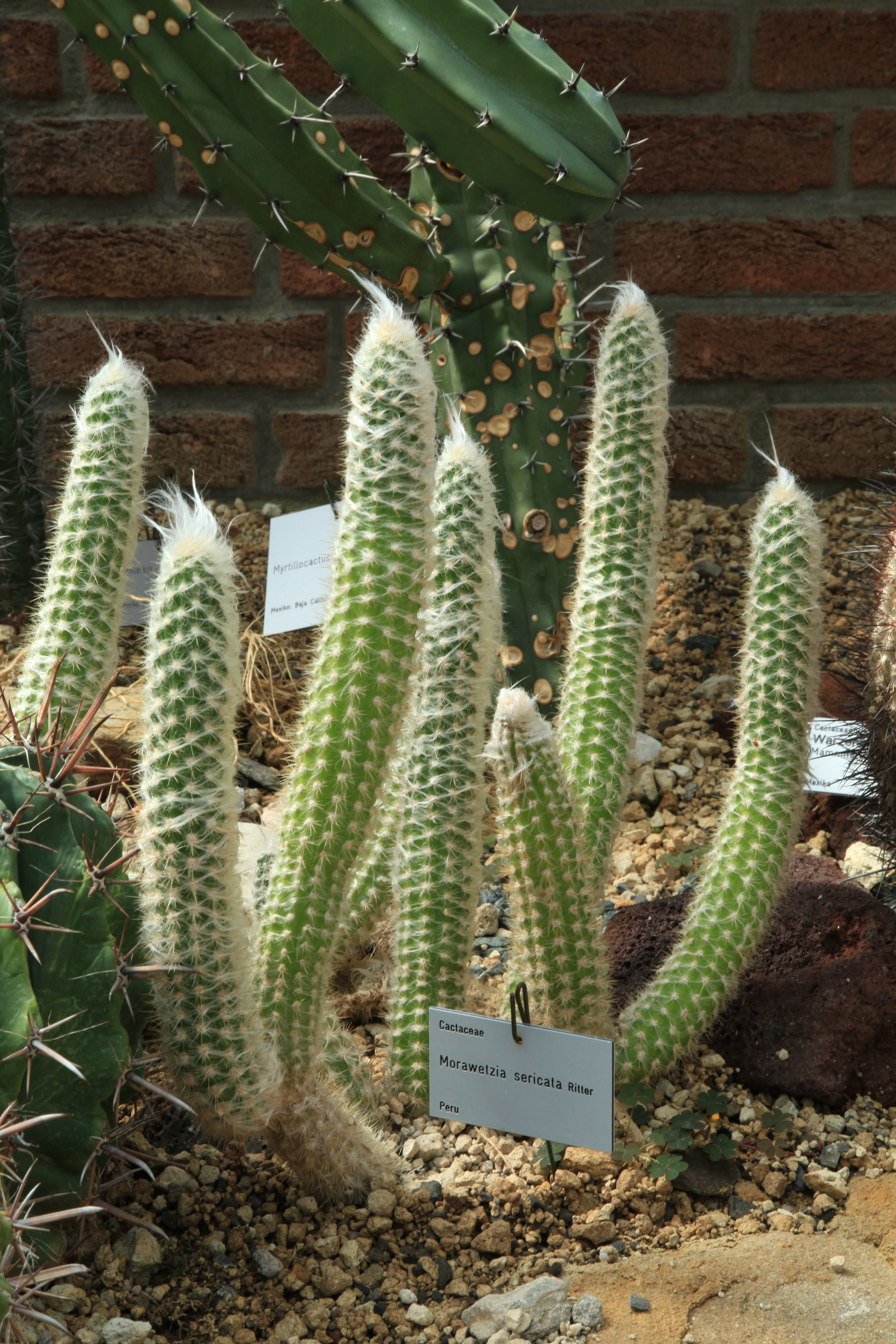
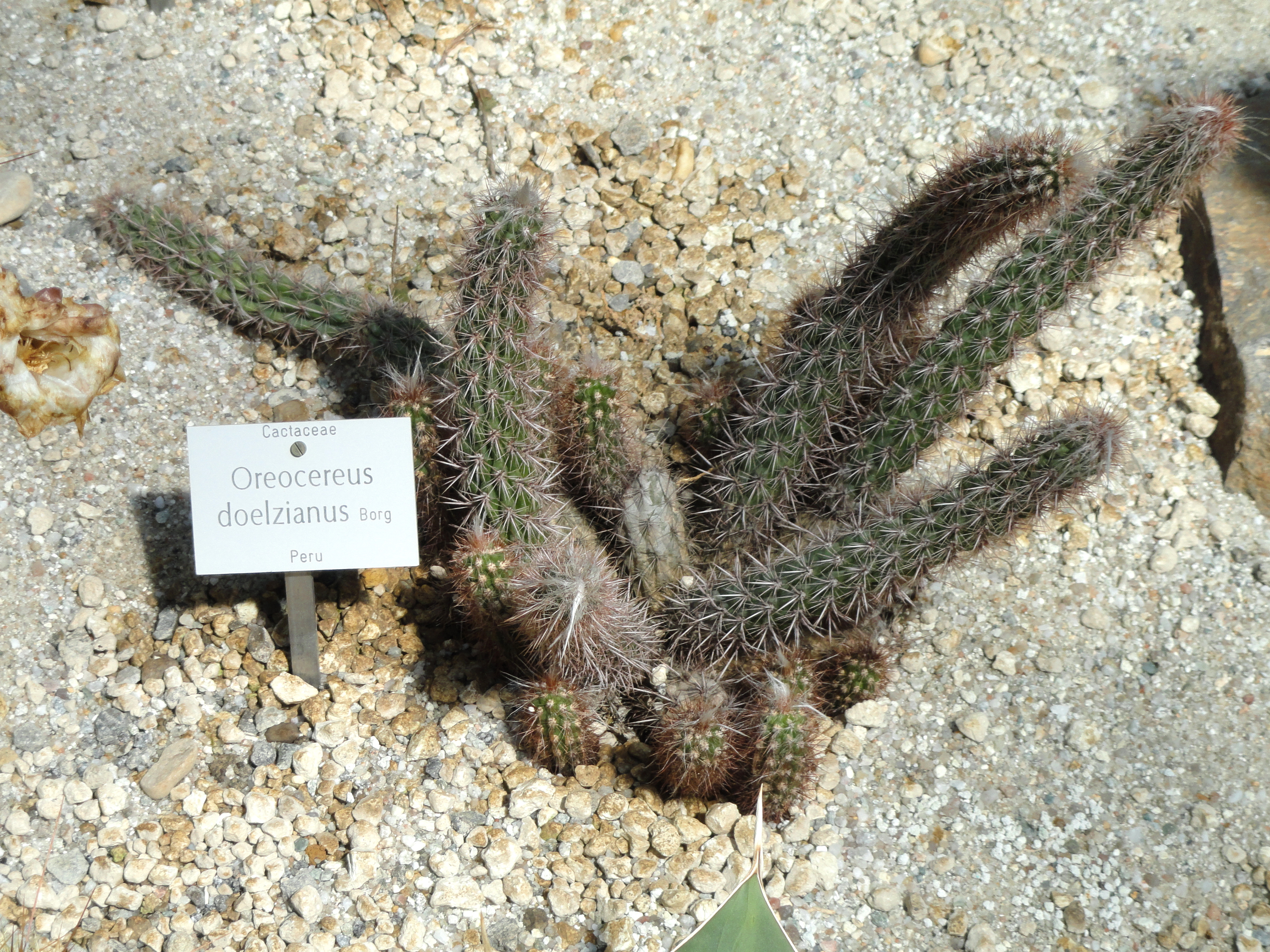
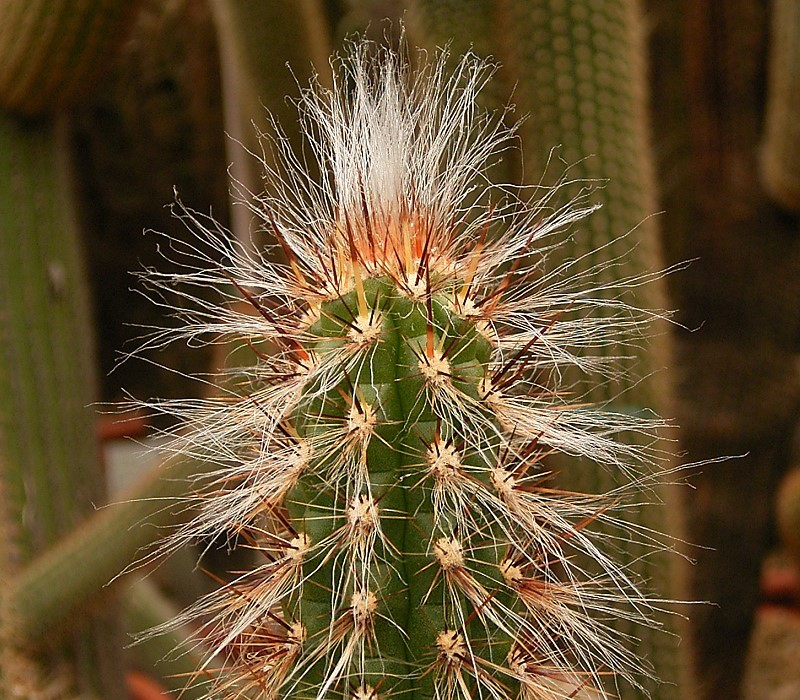